# Sarpi
Sarpi là một thị trấn thống kê (census town) của quận Barddhaman thuộc bang Tây Bengal, Ấn Độ.

## Nhân khẩu
Theo điều tra dân số năm 2001 của Ấn Độ, Sarpi có dân số 8897 người. Phái nam chiếm 69% tổng số dân và phái nữ chiếm 31%. Sarpi có tỷ lệ 38% biết đọc biết viết, thấp hơn tỷ lệ trung bình toàn quốc là 59,5%: tỷ lệ cho phái nam là 34%, và tỷ lệ cho phái nữ là 48%. Tại Sarpi, 9% dân số nhỏ hơn 6 tuổi.